# The St. Petersburg Times
The St. Petersburg Times era un settimanale pubblicato a San Pietroburgo, in Russia. Serviva la comunità degli espatriati, i turisti e i russi interessati a una prospettiva internazionale sugli affari locali e mondiali. La pubblicazione è iniziata nel maggio 1993 ed è stata sospesa il 24 dicembre 2014. La redazione ha twittato che la situazione era collegata alla crisi economica in Russia e all'attuale contesto legislativo.
Il giornale e il periodico analogo The Moscow Times, che continua ad essere pubblicato come testata online, sono stati pubblicati dal finlandese Sanoma Oyj, editore di Helsingin Sanomat a Helsinki.

## Storia
Il giornale è stato fondato dallo scrittore neozelandese Lloyd Donaldson (7 novembre 1963 – 26 giugno 2010) e dall'imprenditore esordiente russo Gregory Kunis. Nel 1992 hanno fondato la casa editrice Cornerstone. Nel maggio 1993 la casa editrice ha pubblicato il primo numero del quotidiano The St. Petersburg Press. Il giornale ha adottato il suo nome successivo nel 1996, quando è stato venduto a Sanoma.
Il giornale ha temporaneamente sospeso la pubblicazione dopo il dicembre 2014 a causa del peggioramento delle condizioni economiche in Russia e il personale ha ricevuto un congedo retribuito nel gennaio 2015. L'ultimo editore, Simon Patterson, ha affermato che il sito web continuerà a funzionare. Il sito web è rimasto attivo fino a marzo 2015, dopo di che è stato gestito dal Moscow Times.